# Rusznák Adrienn
Rusznák Adrienn (Záhony, 1984. december 31. –) magyar színművész.

## Élete
Záhonyban nevelkedett, majd a debreceni Ady Endre Gimnázium dráma és ének tagozatán 2003-ban érettségizett.
Kezdetben még újságíró akart lenni, majd a középiskola utolsó évében gondolt arra, hogy színész lesz. Előbb stúdiósként az Új Színházba került, onnan pedig 2006-ban a Stúdió K Színházhoz szerződött, mikor felvételt nyert Fodor Tamásnál a társulathoz. Gyerekeivel három évet töltött otthon, amikor szakmai élete folytatásaként úgy érezte, szabadúszóként kipróbálna más színházi műfajokat is. 2018-2025 között a Miskolci Nemzeti Színház tagja volt.
Rendezőasszisztensként, a rendező munkatársaként is dolgozott Koltai M. Gábor mellett, illetve szinkronizál is.
2016-2019 között a Színház- és Filmművészeti Egyetem drámainstruktor szakos hallgatója volt, Kocsis Gergely és Szőcs Artur osztályában.
Édesapja, Rusznák András, vasutas dinasztia tagja, bejárta a vasúti ranglétra fokait. Ikertestvére, András is színész, nővére, Tímea hat évvel idősebb és jogász. Egy fia és egy lánya van.

## Színházi szerepei
A Színházi adattárban regisztrált bemutatóinak száma 2017. december 26-i lekérdezéskor: 22.
- Max Frisch, Parti Nagy Lajos: Biedermann és a gyújtogatók (Új Színház, 2004)
- Szörényi Levente: István és a többiek – Réka (Új Színház Stúdiósai, Terényi Színházi Napok, 2005)
- Ernst Theodor Amadeus Hoffmann, Mosonyi Aliz: Diótörő Ferenc és a nagy szalonnaháború – Mari, rongybaba (Stúdió 'K' Színház, 2006)
- Georg Büchner, Szeredás András, Babits Mihály, Tandori Dezső: Vihar, avagy a bűnbocsánat színjátéka – Miranda, Prospero lánya (Stúdió 'K' Színház, 2007)
- Arthur Schnitzler: A Zöld Kakadu – Flipotte, színésznő (Stúdió 'K' Színház, 2007)
- Toepler Zoltán: Korpusz – Nárcisz (Stúdió 'K' Színház, 2008)
- Tolnai Ottó (művei alapján), Gyarmati Kata: Skalpoljuk meg szegény Józsit! – Lilike, aki nem érti (Stúdió 'K' Színház, 2008)
- Eugène Ionesco, Mészöly Dezső: Rinoceritisz – Daisy, akivel mindenki lovagias (Stúdió 'K' Színház, 2009)
- Gyimesi László: Sógort Jupiternek! avagy Égi áldás, csőstül – Dettina, Primus és Miloma kisebbik lánya (Aquincumi Floralia Ünnep, 2009)[13]
- Karel Čapek, Lajos Sándor: Harc a szalamandrákkal (Stúdió 'K' Színház, 2009)
- Stanisława Przybyszewska, Balogh Géza (fordításának felhasználásával): A Danton-ügy – Louise, Danton felesége (Stúdió 'K' Színház, 2010)
- John Ford, Vas István: Kár, hogy kurva – Philotis, Richardetto unokahúga (Pesti Magyar Színház, Sinkovits Imre Színpad, 2010)
- Joseph Rudyard Kipling, Gerevich András: A sünteknős – Kis jaguár (Stúdió 'K' Színház, 2011)
- Horváth Áron, Gönye László, Szirmai Meilnda, Vékes Csaba: Ezen a szinten... (Spinoza Színház, 2011)
- Paul Klee, Vaszilij Kandinszkij és Friedensreich Hundertwasser képei nyomán: Kacskaringó (Stúdió 'K' Színház, 2011)
- Guillaume Depardieu élete és filmjei alapján: Ennyi (Sirály Budapest, Fantom Csoport, 2011)
- Litvai Nelli: Mirkó királyfi – Szarka; Róka; Bíborka (Millenáris Fogadó, HOPPart, 2012)
- Thornton Wilder, Faragó Zsuzsa: Négyeshatos (Stúdió 'K' Színház, 2012)
- Ashlin Halfnight, Sediánszky Nóra: Isten előszobája – Indira (Kőszegi Várszínház, 2012)
- Hans Christian Andersen, Tóth Réka Ágnes: A kis hableány – Lina, a kis hableány (Budaörsi Latinovits Színház, 2015)
- Cziglényi Boglárka, Menszátor Hérész Attila: Nimfománia (Anyaszínház, RS9, 2016)[14]
- Anton Pavlovics Csehov, Borisz Akunyin, Molnár Angelika: Sirály – Nyina Mihajlovna Zarecsnaja (Móricz Zsigmond Színház – Krúdy Kamaraterem, 2016)
- Georges Feydeau: A hülyéje – Armandinne (Miskolci Nemzeti Színház, 2016)
- Andersen meséje nyomán Sediánszky Nóra: A Hókirálynő ösvényén (Hunnia Bisztró, 2017)[15]
- William Shakespeare, Dancsecs Ildikó: Két Verona Kft. – Szilvia (Terminál Workhouse, 2017)

## Filmes, televíziós szereplések
- Egy rém rendes család Budapesten (magyar szituációs komédia, tévéfilm sorozat, 2006) – Fanni[16]

## Szinkron szerepei
- Cowboyok (Les cowboys, 2015 / 2016, Mafilm Audio Kft.): Emma – Antonia Campbell-Hughes
- Egy év múlva az oltár előtt (With This Ring, 2015 / 2016, Mafilm Audio Kft.): Karen – Layla Cushman